# Aussichtsturm Ulmizberg
Der 95 Meter hohe Ulmizturm (älterer Name: Ulmizbergturm) befindet sich auf dem gleichnamigen Berg der Gemeinde Köniz im Kanton Bern.

## Sendeanlagen
Die im Jahre 1974 aus Stahl erstellte Antennenanlage diente früher zur Entlastung des Telefonnetzes. Zwischenzeitlich wurde der Turm für die Verbreitung von DVB-T genutzt, welches aber am 3. Juni 2019 eingestellt wurde. Heute gibt es auf dem Turm Antennen für Richtfunk, Mobilfunk, und für die Verbreitung von DAB Radioprogrammen (SRG 12C Block).

## Aussichtsplattform
68 Treppenstufen führen zu einer Aussichtsplattform in 13,5 Meter Höhe. Von der Plattform aus bietet sich eine Aussicht über die Gemeinden Köniz, Kehrsatz, Wald und Bern sowie dem Jura.
Von Oberulmiz erreicht man den Turm in ca. 20 Minuten.

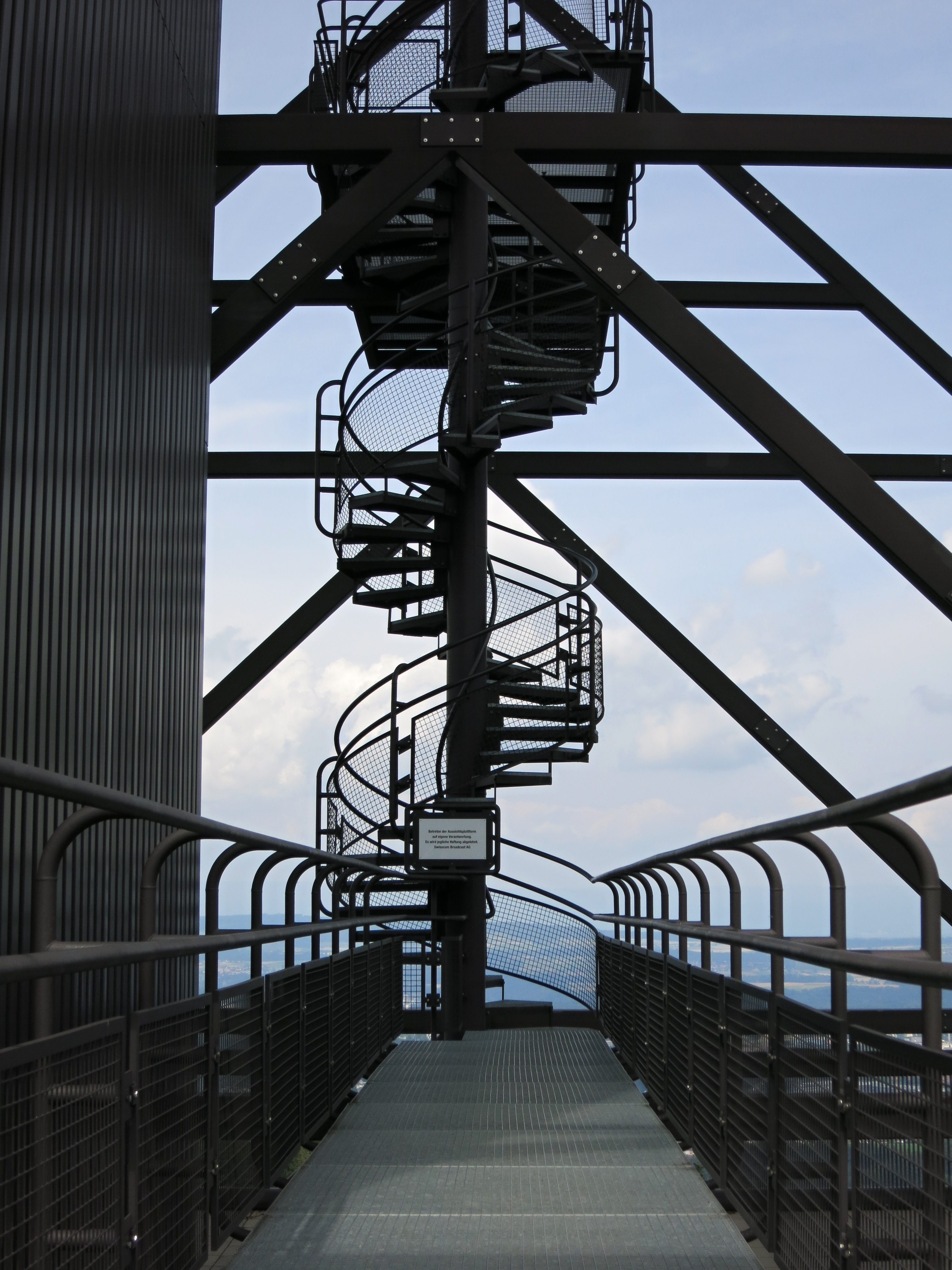
Treppen
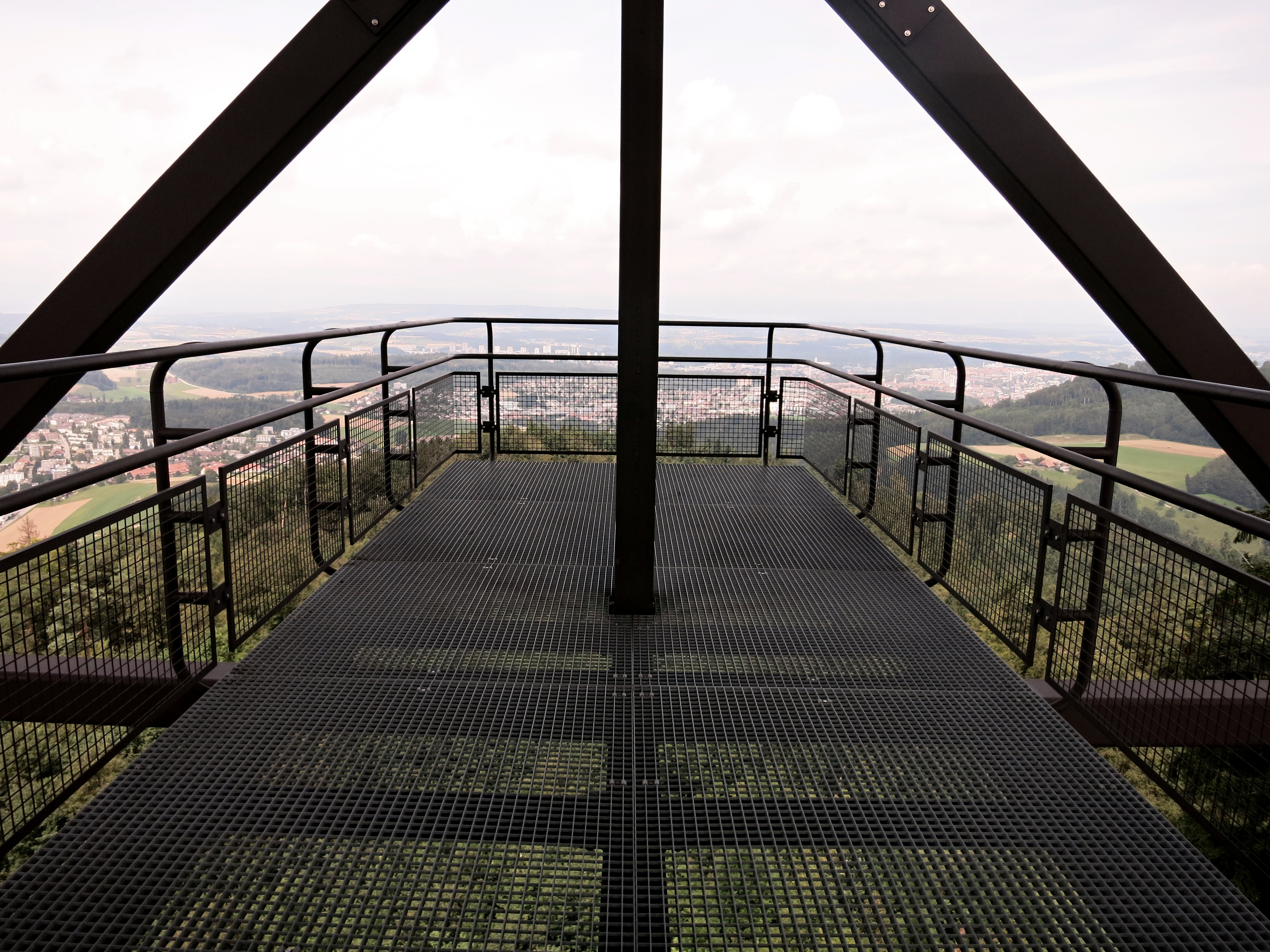
Aussichtsplattform
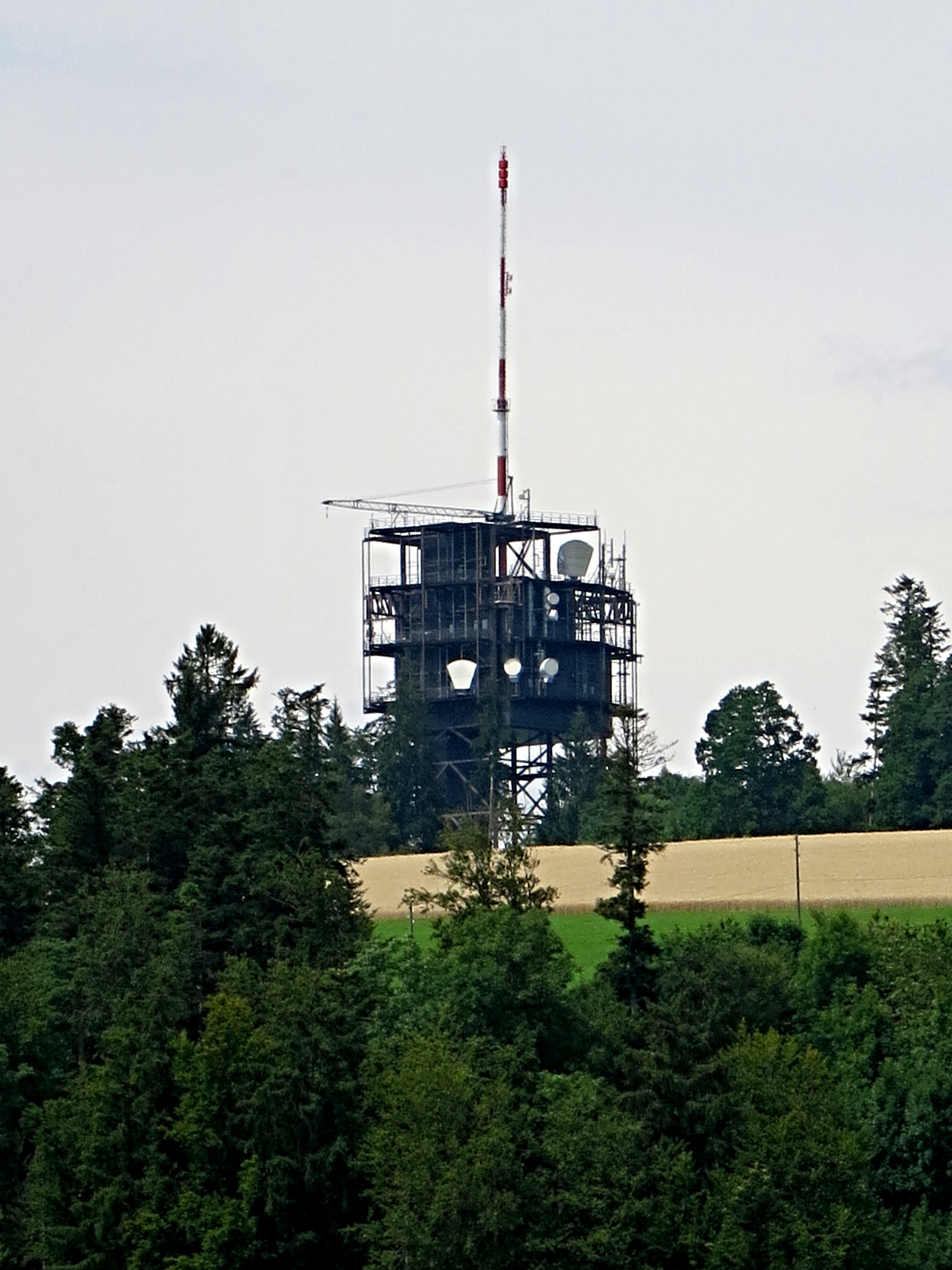
Ulmizbergturm